# Divizija
Divizija (angleško in nemško Division) je stalna vojaška formacija.
Divizija je osnovna taktična vojaška formacija, ki je sposobna daljšega samostojnega delovanja; divizijo sestavljajo 3-5 polki oz. 3-4 brigade in ji poveljuje generalmajor/generalporočnik (kopenska vojska in vojno letalstvo) oz. kontraadmiral/viceadmiral (vojna mornarica). Zaradi različnih tipov divizij je število pripadnikov različno: od 10.000 do 20.000.
Sestavne dele divizije delimo na:
- poveljniški del
- bojni del
- logistični del.

Slovenska vojska nima nobene divizije.

## Osnovni tipi divizij

### Kopenska vojska
| - aktivna divizija - artilerijska divizija - divizija za posebne namene - gardna divizija - garnizijska divizija - gorska divizija - grenadirska divizija - gverilska divizija - jurišna divizija - kadrovska divizija - konjeniška divizija - lahka divizija - ljudskogrenadirska divizija - marinska divizija | - mehanizirana divizija - motorizirana divizija - nadomestna divizija - neaktivna divizija - obalna divizija - oklepna divizija - oklepnomehanizirana divizija - padalska divizija - pehotna divizija - poljska divizija - proletarska divizija - protiletalska divizija - rezervna divizija - smučarskolovska divizija | - statična divizija - strelska divizija - testna divizija - težka divizija - topniška divizija - trdnjavska divizija - trenažna divizija - udarna divizija - vadbena divizija - varnostna divizija - veteranska divizija - zračnodesantna divizija - zračnomobilna divizija - zračnoprevozna divizija - zračnopristajalna divizija |

### Vojno letalstvo
| - zračna divizija - jurišna zračna divizija - lovska zračna divizija - lovskobombniška zračna divizija | - lovskoprestrezniška zračna divizija - torpedna zračna divizija - bombniška zračna divizija - mešana zračna divizija |

### Vojna mornarica
- pomorska divizija